# Mieczysław Milecki

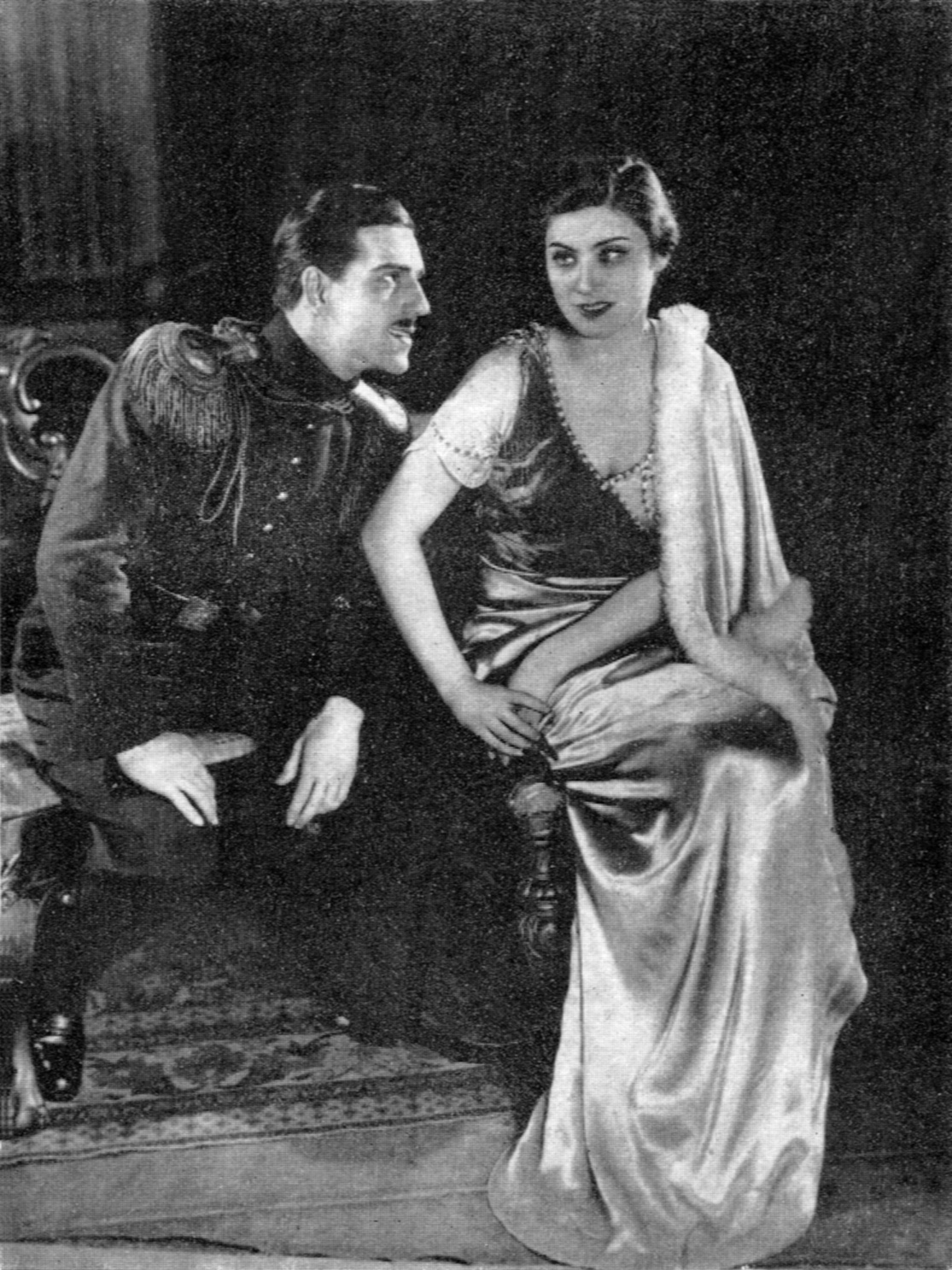
Z Ireną Eichlerówną w sztuce Jerzego Tepy Fräulein Doktor

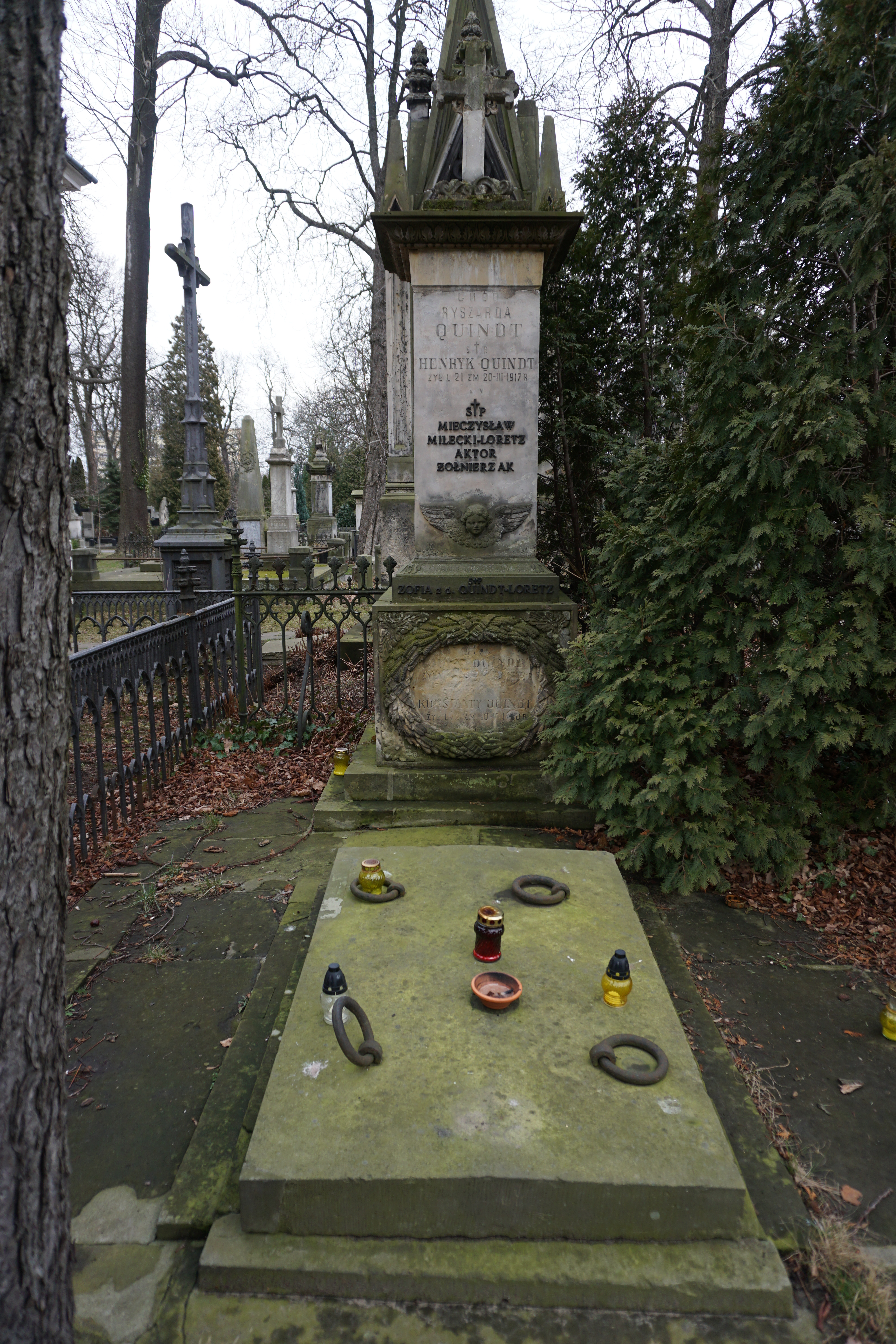
Grób Mieczysława Mileckiego na cmentarzu ewangelicko-augsburskim w Warszawie

Mieczysław Milecki, właśc. Mieczysław Loretz (ur. 9 listopada 1907 w Warszawie, zm. 23 lutego 1988 tamże) – polski aktor, teatralny, filmowy i telewizyjny, reżyser radiowy, żołnierz Armii Krajowej.

## Życiorys
Urodził się 9 listopada 1907 w Warszawie jako syn Edwarda Loretza. W 1927 ukończył studia na Oddziale Dramatycznym przy Konserwatorium Warszawskim. Na scenie zadebiutował 8 stycznia 1929 rolą Adolfa we Włamaniu Adama Grzymały-Siedleckiego w reż. Stanisława Stanisławskiego na deskach Teatru Polskiego w Warszawie.
Do wybuchu II wojny światowej występował w teatrach Bydgoszczy i Wilna oraz na scenach warszawskich – Teatru Narodowego i Teatru Polskiego. Podczas okupacji pracował jako barman. Po akcji ZWZ w wyniku której zastrzelono Igo Syma w marcu 1941, w wyniku niemieckich represji na środowisku artystycznym Mieczysław Loretz został osadzony na Pawiaku.  Był żołnierzem Armii Krajowej, walczył w powstaniu warszawskim, po którego upadku trafił do szpitalnego obozu jenieckiego Zeithain.
Po wojnie aktor teatrów warszawskich: Polskiego (1946–1958), a następnie Narodowego (1958–1966) i Dramatycznego (1966–1988). Zajmował się także reżyserią radiową. Od 1979 zasłużony członek ZASP.
Występował również w Teatrze Telewizji, m.in. w spektaklach: Makbet Williama Szekspira w reż. Maryny Broniewskiej (1959), Proces Joanny D’arc w Rouen w roku 1431 Anny Seghers w reż. Konrada Swinarskiego (1960), Choucas Zofii Nałkowskiej w reż. Andrzeja Szafiańskiego (1961), Wujaszek Wania Antona Czechowa w reż. Andrzeja Szafiańskiego (1962), Cyd Pierre’a Corneille’a w reż. Ludwika René (1963), Kordian Juliusza Słowackiego w reż. Jerzego Antczaka (1963) oraz w Weselu Stanisława Wyspiańskiego w reż. Adama Hanuszkiewicza jako dziennikarz (1963), w Ostatniej broni führera z cyklu Stawka większa niż życie Andrzeja Szypulskiego i Zbigniewa Safjana w reż. Andrzeja Konica jako profesor Matthias (1965) i Oszukanej Thomasa Manna w reż. Ludwika René jako doktor Knepperges (1966), a także w przedstawieniach: Dziewczęta z Nowolipek Poli Gojawiczyńskiej w reż. Stanisława Wohla jako profesor (1970), Pan Tadeusz Adama Mickiewicza w reż. Adama Hanuszkiewicza jako Jankiel (1970), Akcja V Jerzego Janickiego w reż. Andrzeja Zakrzewskiego jako Schokora (1973) i w Poczdamie Ryszarda Frelka i Włodzimierza T. Kowalskiego w reż. Romana Wionczka jako Bolesław Bierut (1972).
Najbardziej znany jako ksiądz Komodziński w Nocach i dniach Marii Dąbrowskiej w reżyserii Jerzego Antczaka. Jego ostatnią rolą teatralną był Konrad w „Dziadach-Improwizacjach w reżyserii Jerzego Grzegorzewskiego w warszawskim Teatrze Studio.
Był mężem aktorki Haliny Michalskiej (1914–2012). Ich syn Piotr Loretz (ur. 1946), aktor, jest mężem i menadżerem piosenkarki Edyty Geppert.
Zmarł 23 lutego 1988 w Warszawie. Został pochowany w XIX-wiecznym grobie rodzinnym na cmentarzu ewangelicko-augsburskim przy ulicy Młynarskiej w Warszawie (sektor Al2-1-3).

## Filmografia
- Czy Lucyna to dziewczyna? (1934)
- Płomienne serca (1937) – Jurek
- Dziewczyna szuka miłości (1938) – konkurent do ręki Janiny
- Szlakiem mew (1938) – pływający w morzu[2]
- Geniusz sceny (1939) – oficer
- Testament profesora Wilczura (1939/1942) – Stefan
- Dwie godziny (1946) – doktor Brus, narzeczony Teresy
- Trudna miłość (1954) – sekretarz Michalik
- Daleka jest droga (1963) – major Janiszewski
- Zbrodniarz i panna (1963) – pułkownik MO
- Nieznany (1964) – sierżant
- Pierwszy dzień wolności (1964) – oficer w oflagu
- Pingwin (1964) – Jan, ojciec „Pingwina”
- Rachunek sumienia (1964) – funkcjonariusz UB
- Podziemny front (serial telewizyjny) (1965) – „Stary”, szef AL
- Tatarak (1965) – doktor, mąż Marty
- Pavoncello (1967) – Szczebieniew, mąż Zinaidy
- Stawka większa niż życie (serial telewizyjny) (1967) – pułkownik Rhode, przełożony Hansa Klossa (odc. 8. Wielka wsypa)
- Westerplatte (1967) – porucznik Stefan Grodecki
- Dzieci z naszej szkoły (serial telewizyjny) (1968) – kierownik (odc. 1. Pies)
- Do przerwy 0:1 (serial telewizyjny) (1969) – lekarz (odc. 7. Pożegnanie z wakacjami)
- Paragon gola (1969) – lekarz
- Akcja V (1973) – Springer
- Egzekucja w ZOO (1975) – profesor Helmut Eikene, dyrektor ZOO
- 07 zgłoś się (serial telewizyjny) (1976) – Suchecki (odc. 4. 300 tysięcy w nowych banknotach)
- Noce i dnie (serial telewizyjny) (1977) – ksiądz Komodziński (odc. 9. Ojcowie i dzieci i odc. 10. Rodzimy się, umieramy, a życia wciąż wystarcza...)
- Polskie drogi (serial telewizyjny) (1976) – doktor Jan Szymkowski, ojciec Lutka (odc. 7. Lekcja poloneza)
- Żołnierze wolności (1977) – komunista rozstrzeliwany z Finderem i Fornalską
- Układ krążenia (1977) – dyrektor szpitala (odc. 1. Wysoka góra)
- Zielona miłość (1978) – doktor Mieczysław Mazur
- Życie na gorąco (serial telewizyjny) (1978) – profesor Paul Vireau, szef ekspedycji w Malavicie (odc. 4. Malavita)
- Przed odlotem (1980) – profesor Łaciak

## Ordery i odznaczenia
- Krzyż Komandorski Orderu Odrodzenia Polski (1977)
- Krzyż Kawalerski Orderu Odrodzenia Polski (1966)
- Złoty Krzyż Zasługi (13 listopada 1953)[3]
- Medal 10-lecia Polski Ludowej (19 stycznia 1955)[4]

## Nagrody
- Państwowa Nagroda Artystyczna III stopnia (zespołowa) w dziale teatru za rolę tytułową w sztuce Sprawa Pawła Eszteraga Sandora Gergely’ego w Państwowym Teatrze Kameralnym w Warszawie (1950)[5]
- Nagroda Radia i TV za rolę w słuchowisku Noc listopadowa Stanisława Wyspiańskiego (1958)